# Front social démocrate
Het Front social démocrate (Engels: Social Democratic Front; Nederlands: Sociaaldemocratisch Front) is een oppositiepartij in Kameroen die op 26 mei 1990 werd opgericht door John Fru Ndi, een boekhandelaar, die sedertdien leiding geeft aan de partij. De partij is gematigd sociaaldemocratisch van karakter en voorstander van economisch liberalisme De partij heeft vrij veel aanhang in het Engelstalige deel van het land.
Fru Ndi was meerdere keren presidentskandidaat, in 1992, 2004, 2011 en 2018. Zijn beste resultaat behaalde hij in 1992 toen hij met 36% als tweede eindigde.

## Verkiezingsresultaten
| Jaar | Zetels | %     |
| ---- | ------ | ----- |
| 1992 | -      | -     |
| 1997 | 53     | 23,5% |
| 2002 | 22     |       |
| 2007 | 16     |       |
| 2013 | 18     |       |
| 2020 | 5      |       |